# Acraea ruandae
Acraea ruandae är en fjärilsart som beskrevs av Karl Grünberg 1911. Acraea ruandae ingår i släktet Acraea och familjen praktfjärilar. Inga underarter finns listade i Catalogue of Life.